# 柑
柑，廣義上包括溫州蜜柑、椪柑、廣柑、女蕉柑等等，為橘與橙之雜交種
，而因為橙為橘與柚之雜交種，因而柑帶有柚的基因。柑與現代栽培出之橘橙（橘或柑，與橙之雜交種）有所不同。
柑和橘相似，且在現代中文裡已常被混淆，但嚴格來說柑比橘大，比橙小；皮比橘厚，剝皮比橙容易。柑、橘又合稱為寬皮柑。

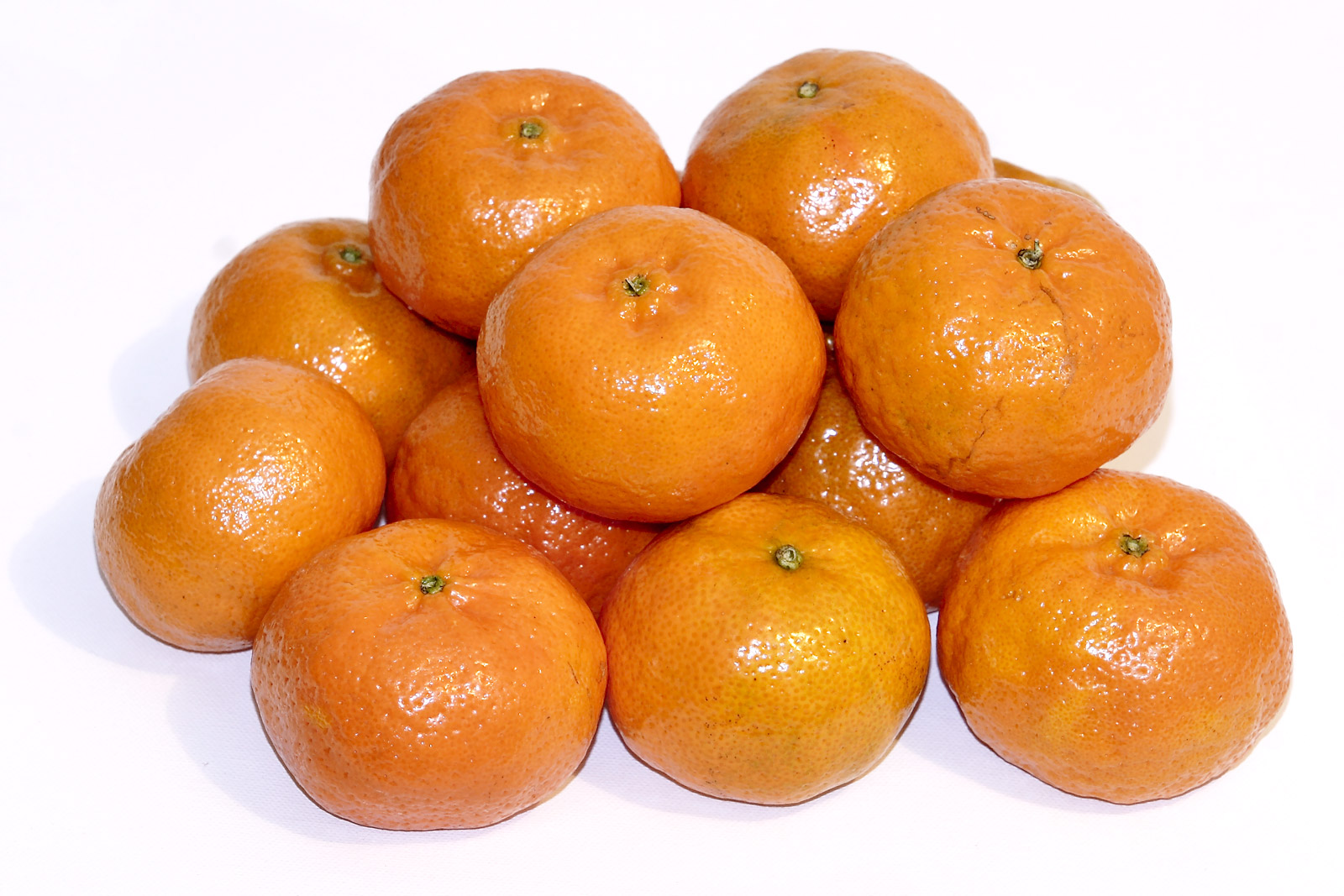
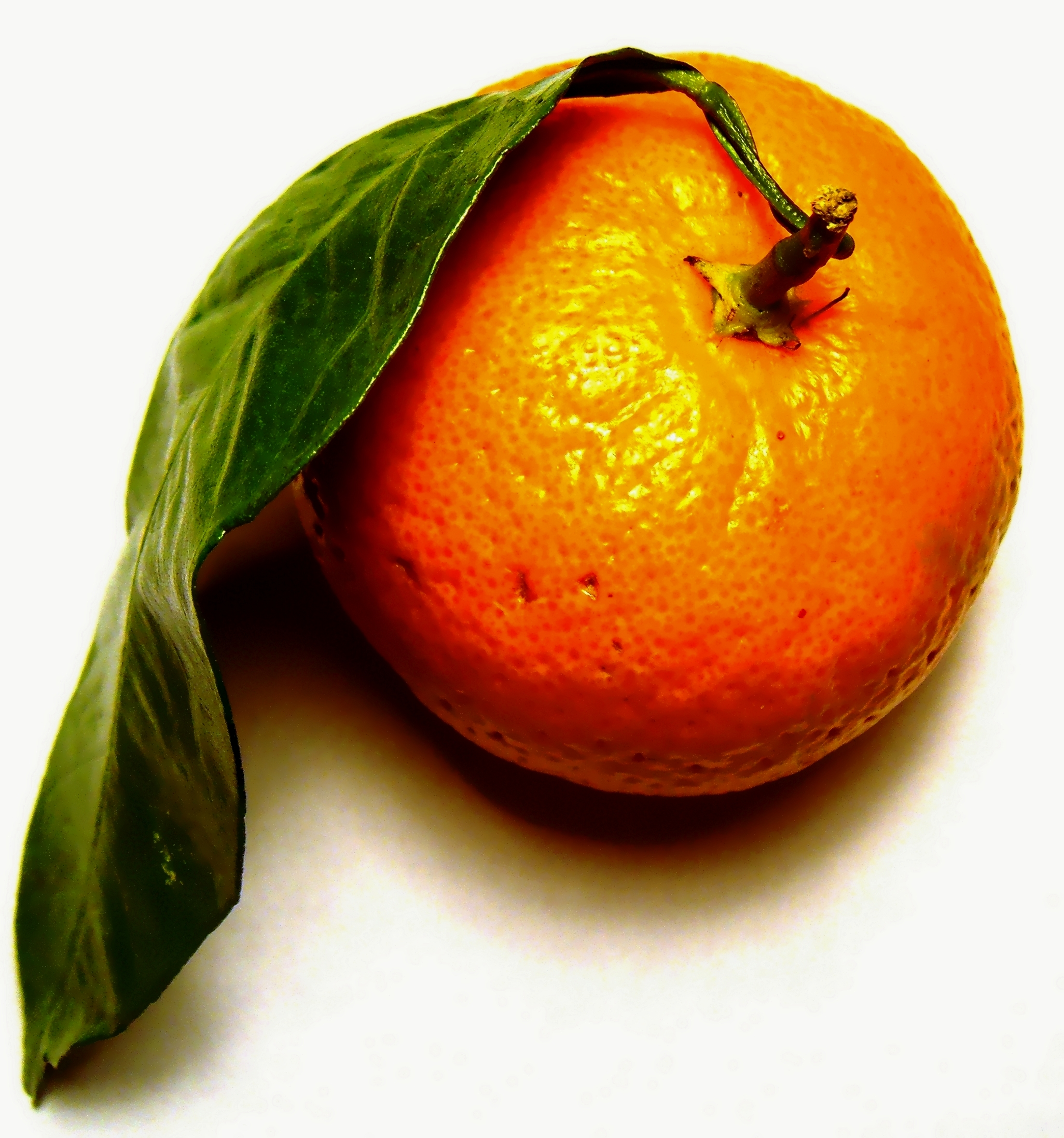
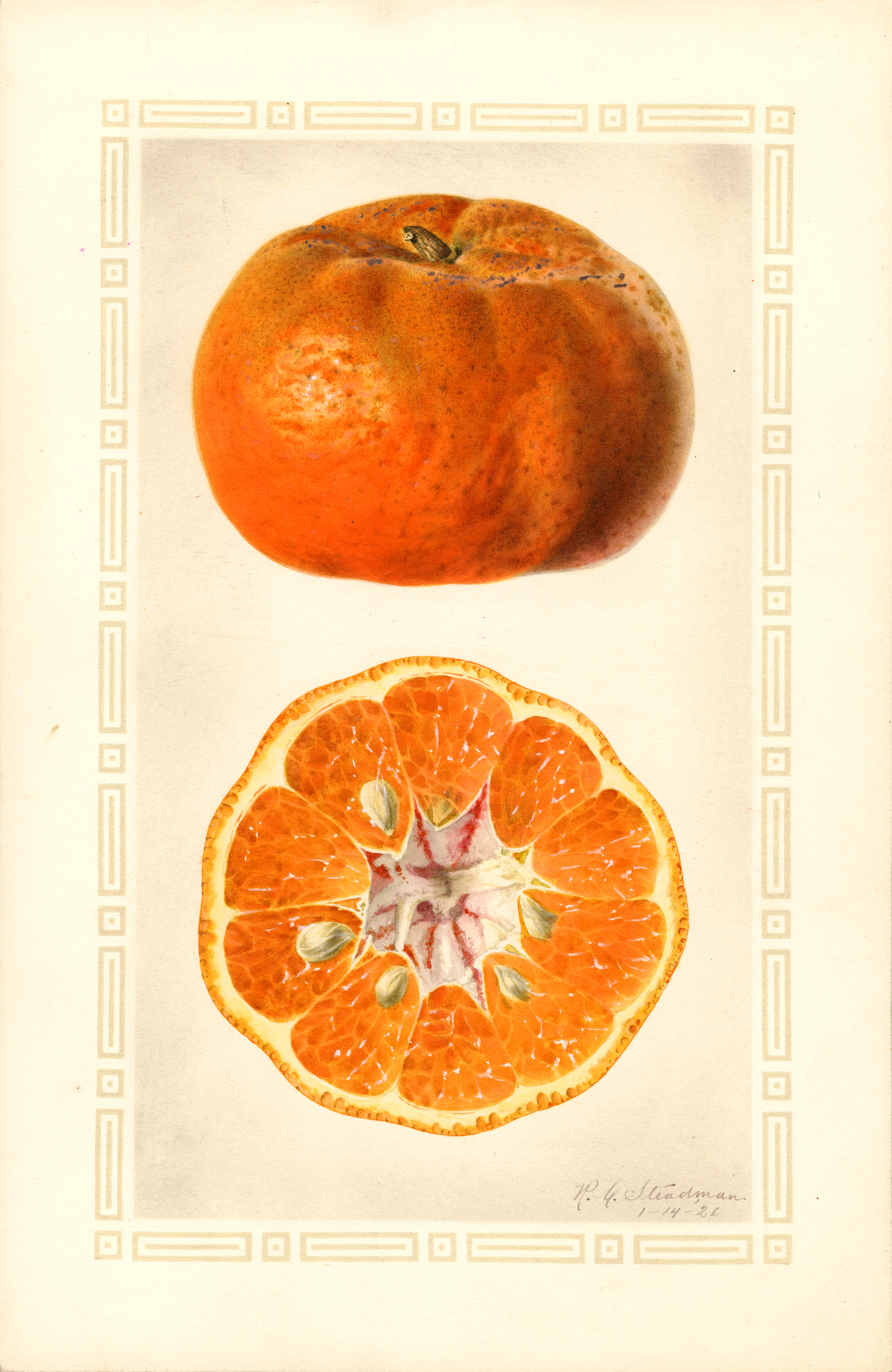
1926年1月由Royal Charles Steadman繪製的桔插圖。

## 延伸阅读
[在维基数据编辑]
 《欽定古今圖書集成·博物彙編·草木典·柑部》，出自陈梦雷《古今圖書集成》